# Bán kính Trái Đất
Bán kính Trái Đất (ký hiệu là R🜨 hoặc {\displaystyle R_{E}}) là đơn vị đo chiều dài của Trái Đất. Do bề mặt Trái Đất có chỗ lồi lõm, cao thấp, hay nói cách khác Trái Đất không phải là hình cầu hoàn hảo, vì vậy bán kính Trái Đất không có giá trị chuẩn. Khoảng cách từ các điểm trên bề mặt Trái Đất đến điểm trung tâm lõi Trái Đất từ 6.353 km đến 6.384 km (≈3.947–3.968 mi). Có nhiều cách khác nhau để mô hình hóa Trái Đất như một hình cầu, khi đó bán kính trung bình của Trái Đất là 6.371 km (≈3.959 mi). Trong khi từ "bán kính" chỉ dùng để chỉ những vật thể cầu/tròn hoàn chỉnh. Theo NASA, bán kính ở xích đạo là 6.378 km.